# Ratzbach
Der Ratzbach ist ein 9,95 Kilometer langer Gebirgsbach, der unterhalb der Hohen Kugel entspringt und bei Koblach im Vorarlberger Bezirk Feldkirch von links in den Klausbach mündet.

## Geographie

### Quellgebiet

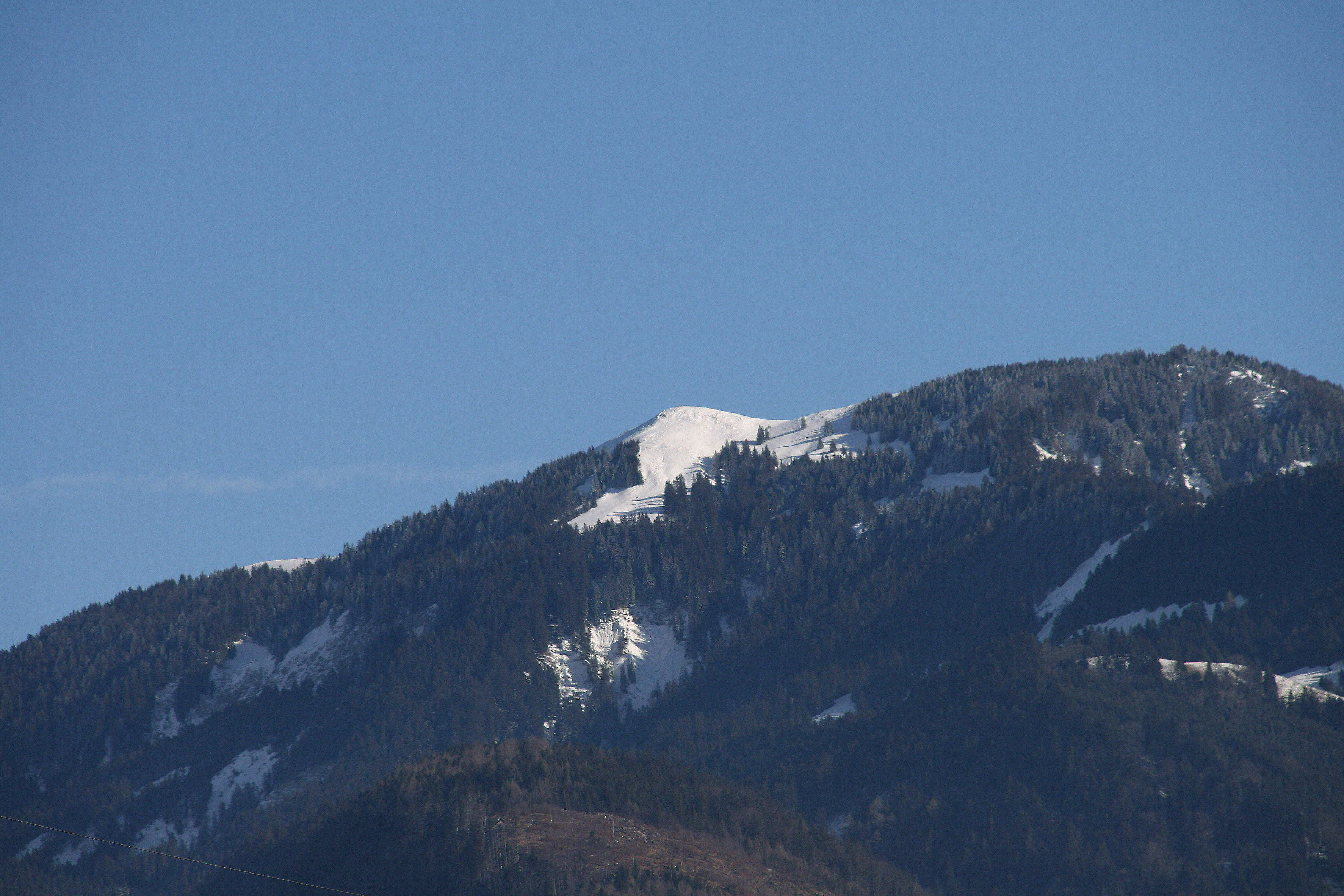
Blick ins Quellgebiet des Ratzbaches unterhalb der Hohen Kugel

Der Ratzbach entspringt in der Kugelgruppe südlich der Hohen Kugel und westlich vom Treietpass auf einer Höhe von 1475,1 m ü. A. auf dem Gebiet der Gemeinde Fraxern.

### Verlauf
Der Ratzbach fließt zunächst in südwestlicher Richtung durch ein enges Tal zwischen Fraxern und Viktorsberg. In diesem Teil befinden sich tiefe Einschnitte und auch ein hoher Wasserfall im Bereich der Kesselschlucht. Bei Gewässerkilometer 4,6 erreicht der Bach den Ortskern von Weiler. Ab hier wird der Bach bis zur Mündung in einem engen Fließkanal geführt. Der Bach fließt weiter in westlicher Richtung und ab Gewässerkilometer 0,7 parallel zur Frutz.  Der Ratzbach mündet schließlich in den Klausbach (Frutz), welcher seinerseits 400 Meter bachabwärts von rechts in die Frutz mündet.

### Zuflüsse
(Von der Quelle bis zur Mündung)
| Stat. in km | Name            | GKZ von Vbg. | Lage   | Länge in km |
| ----------- | --------------- | ------------ | ------ | ----------- |
| 008,550     | Mutatobelbach   | 8121010107   | rechts | 000,9000    |
| 008,150     | Stafelbach      | 8121010106   | links0 | 002,3000    |
| 006,950     | Rungeletschbach | 8121010104   | rechts | 000,8000    |
| 006,850     | Brandgraben     | 8121010103   | rechts | 000,7000    |
| 006,550     | Höhengraben     | 8121010102   | rechts | 000,8000    |
| 006,000     | Dorfbach        | 81210101g1   | rechts | 001,0000    |
| 004,450     | Malonsbach      | 8121010101   | links0 | 000,9000    |
| 000,000     | Ratzbach        | 81210101     |        | 010,0000    |

Anmerkungen zur Tabelle
1. ↑  Die Daten des Ratzbachs zum Vergleich

### Orte
(Von der Quelle bis zur Mündung)
- Fraxern
- Weiler
- Röthis
- Koblach

## Natur und Umwelt
Auf einer Länge von ca. 3 Kilometern durchfließt der Ratzbach das Biotop Ratzbach-Kesselschlucht. Bei Gewässerkilometer 3,00 befindet sich mit dem Ratzbach-Galeriewald ein schützenswertes Auwald Biotop. Im Rahmen von Maßnahmen zur Verbesserung des Hochwasserschutzes nach er Unterquerung der Rheintal/Walgau Autobahn wurden auch zusätzliche ökologische Verbesserungen vorgenommen.